# Odilon Redon
Odilon Redon (Bordeaux, 20 april 1840 – Parijs, 6 juli 1916) was een Franse kunstschilder die tot het symbolisme wordt gerekend. Het werk van Redon lijkt een droomwereld te verbeelden, die bevolkt is door feeën, monsters, geesten en andere fantasiefiguren.

## Levensloop
Redon begon op jonge leeftijd te tekenen en kreeg toen hij tien jaar was een tekenprijs op school. Toen hij vijftien was, begon hij met tekenlessen. Op aandringen van zijn vader veranderde hij dat in architectuur, maar hij slaagde niet voor de toelatingsexamens in Parijs.
Terug in Bordeaux begon hij met beeldhouwen en kreeg hij les in etsen en steendruk van Rodolphe Bresdin. Zijn artistieke carrière werd beëindigd toen hij in 1870 in dienst moest om te vechten in de Frans-Pruisische Oorlog. Na de oorlog verhuisde hij naar Parijs. Hij leidde daar een teruggetrokken leven en werkte tot hij in de vijftig was vrijwel alleen in zwart-wit, met houtskool en in steendrukken. 
Vanaf 1878 kreeg hij enige bekendheid door het werk Beschermgeest van het water, en de publicatie van een set steendrukken met de titel Dans le Rêve in 1879. Redon bleef echter nog steeds vrij onbekend bij het publiek, tot de publicatie van het beroemde boek van de Franse schrijver Joris-Karl Huysmans, A Rebours, in 1884. De held van het boek, een pervers levende aristocraat, verzamelde tekeningen van Redon, en door zijn vermelding in dit klassieke boek van het decadentisme, werd hij voortaan met deze beweging in verband gebracht. Redon werd vaak geïnspireerd door literaire werken die gelieerd zijn aan deze beweging. Hij illustreerde o.m. de boeken van Gustave Flaubert, Edgar Allan Poe, Iwan Gilkin, Jules Destrée, Edmond Picard en Emile Verhaeren.
In de vroege jaren van 1890 doorleefde Redon een religieuze crisis. Na een ernstige ziekte (1894-1895) werd hij een veel vrolijker persoon, die zich met stralende kleuren ging uitdrukken.
In 1899 deed hij mee met een tentoonstelling van Les Nabis. In 1903 ontving hij het Legioen van Eer. Zijn populariteit nam nog verder toe toen André Mellerio een catalogus van zijn etsen en steendrukken publiceerde in 1913. Datzelfde jaar had hij een tentoonstelling in New York. 
Tegen het eind van zijn leven was Redon een gerespecteerde figuur, hoewel hij een teruggetrokken leven bleef leiden.
In Nederlands bezit is vrij veel werk van Redon. Dit komt door de activiteiten van twee verzamelaars. Helene Kröller-Müller verzamelde werk van Redon, en organiseerde in 1929 een tentoonstelling in Den Haag, in haar woning aan de Lange Voorhout 1. Zij liet toen een gedeelte zien van de meer dan 100 werken die zij van Redon verzameld had. De andere grote Nederlandse verzamelaar was Andries Bonger.

## Werk
Redon had een voorkeur voor "vreemde" onderwerpen, zoals schepsels met de vorm van een amoebe, insecten, planten met een mensenhoofd en dergelijke. Het werk van Redon nodigt uit tot stil nadenken. In zijn tijd hielden rijkere mensen ervan een speciale kamer in te richten om tot rust te komen. In zo'n kamer past het werk van Redon.
In de wezens die Redon afbeeldt speelt het oog een grote rol, een oog dat vaak naar binnen lijkt te kijken. Hij heeft dan ook een schilderij gemaakt van de cycloop Polyphemus, met zijn éne, dromerige oog.
Vanaf de jaren 1890 begon Redon ook te schilderen. Daarbij kwam zijn enorme talent als colorist naar voren. Na de crises in zijn leven begon hij mythologische scènes en bloemen te schilderen. Hij bleek daarbij zowel vaardig met olieverf als met pastelkrijt.
Henri Matisse bewonderde vooral de bloemenschilderijen van Redon. Later bekeken de surrealisten Redon als een van hun voorgangers. 
Naast schilderijen en tekeningen ontwierp Redon ook stoffen om meubelen te bekleden.

### Galerij

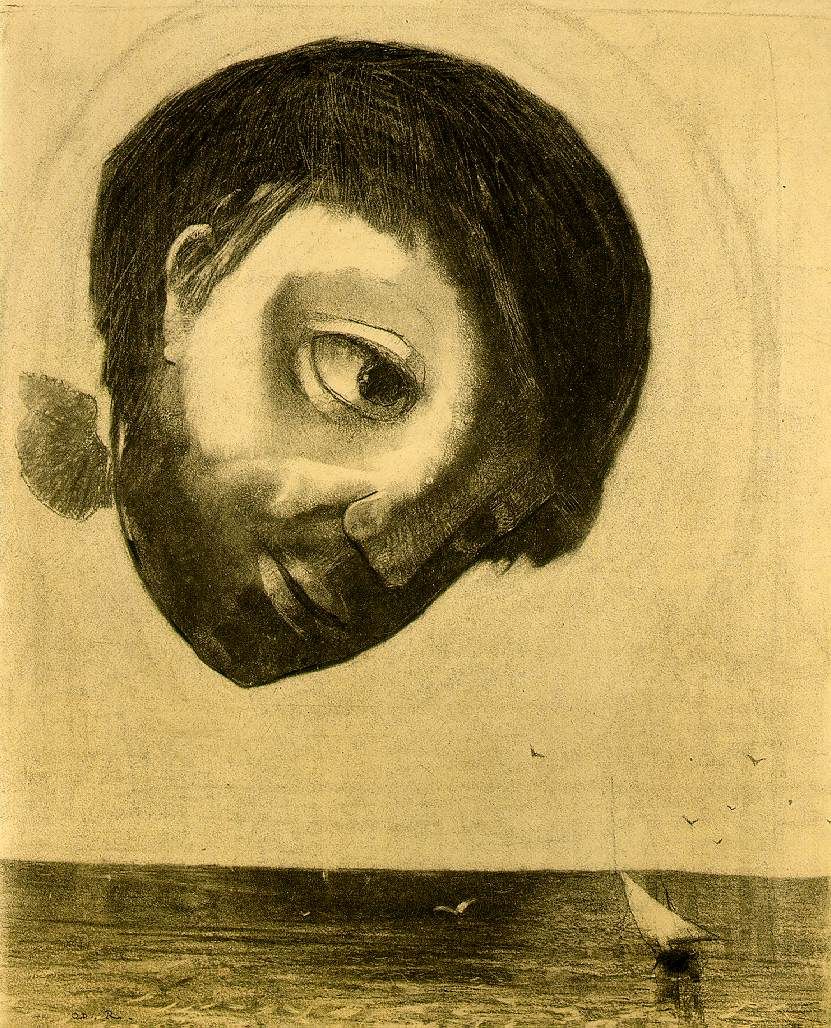
L'Esprit gardien des eaux (1878)
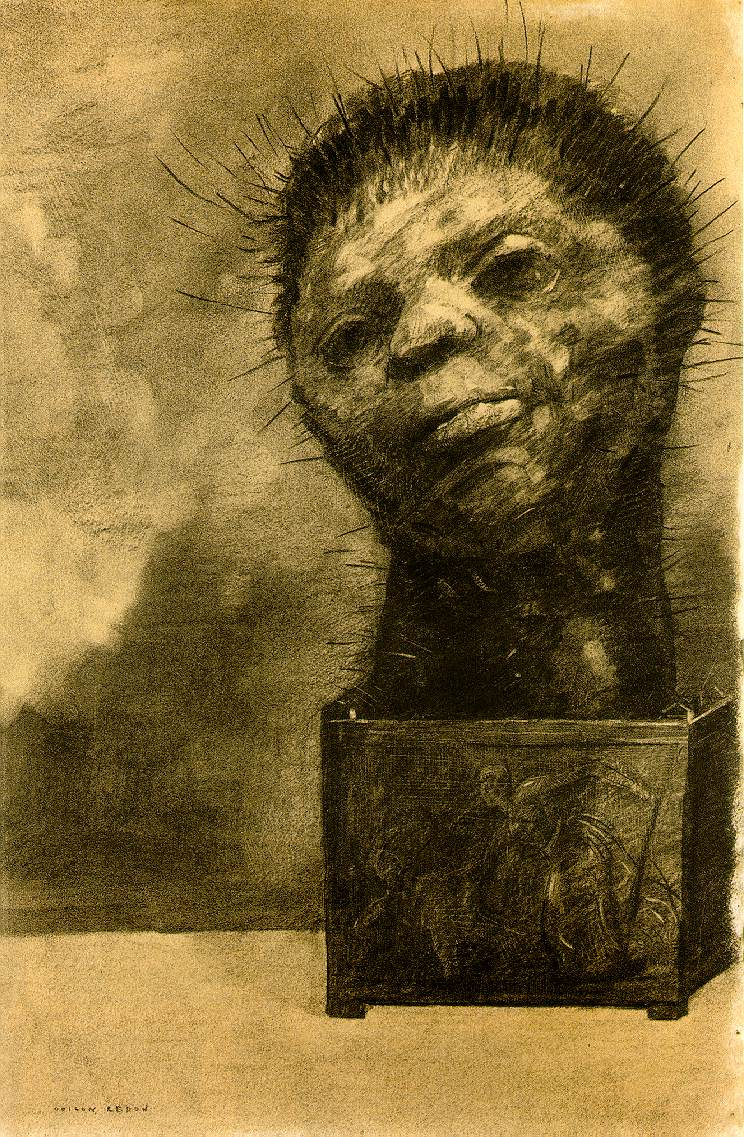
Cactusmens (1881), houtskooltekening The Woodner Family Collection, New York
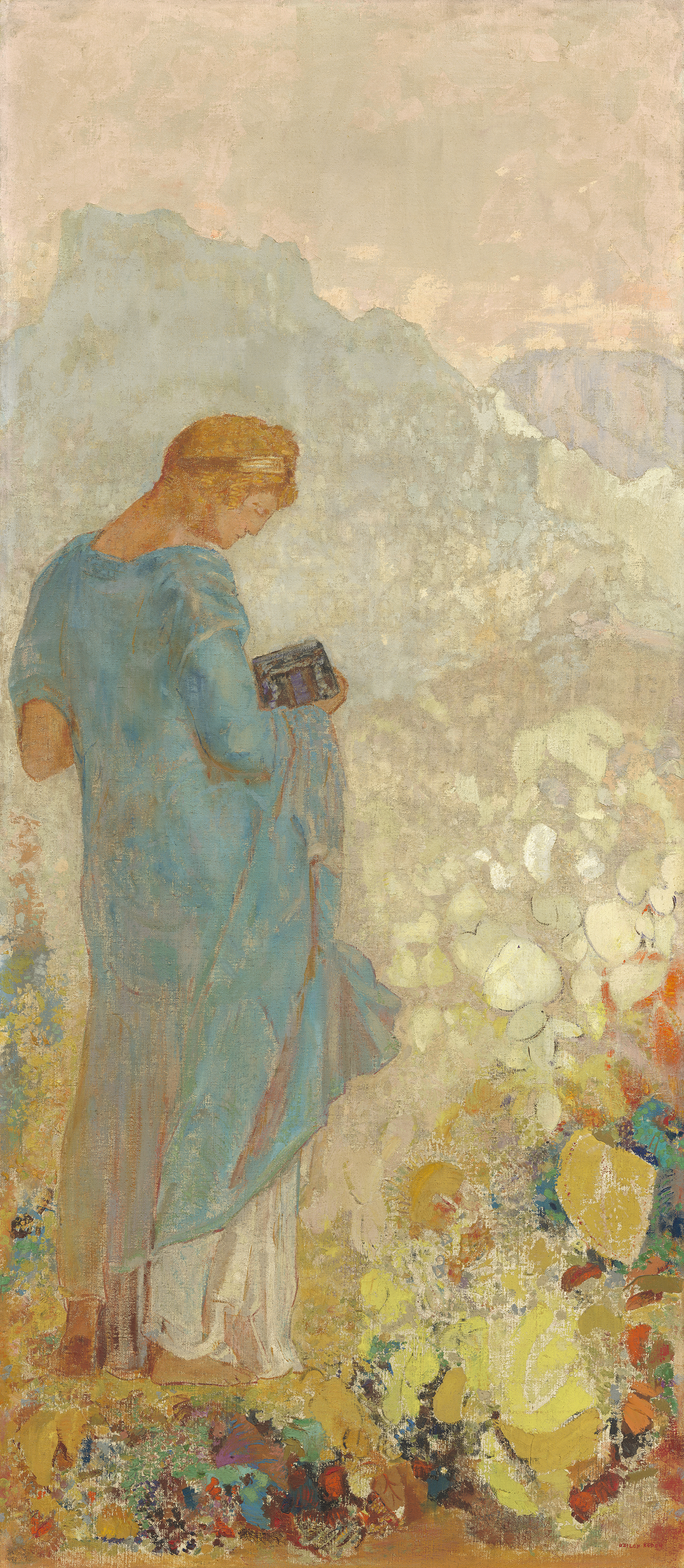
Pandore National Gallery of Art
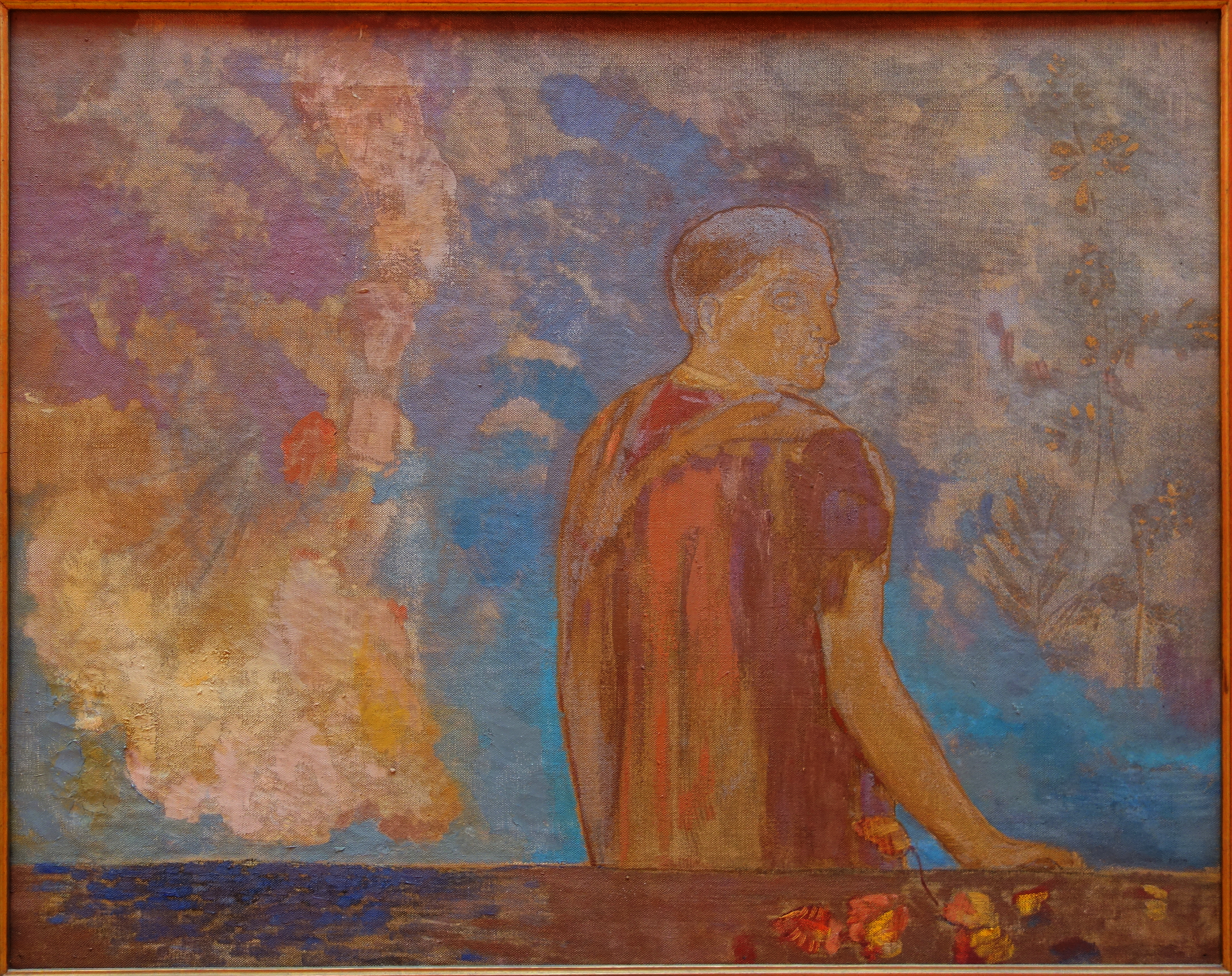
De blik (ca. 1910), Museum voor Schone Kunsten (Rijsel)
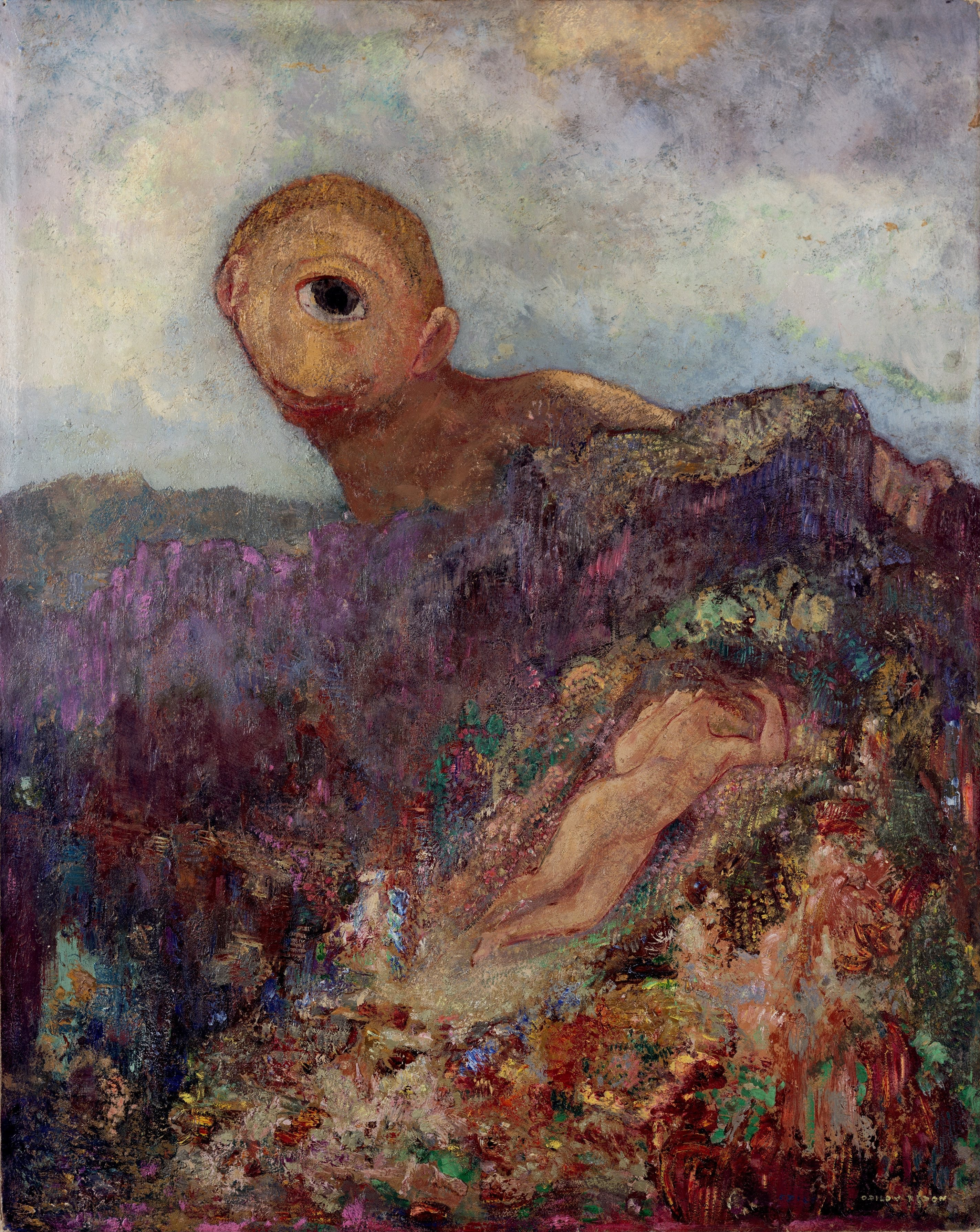
De cycloop (ca.1914), Kröller-Müller Museum
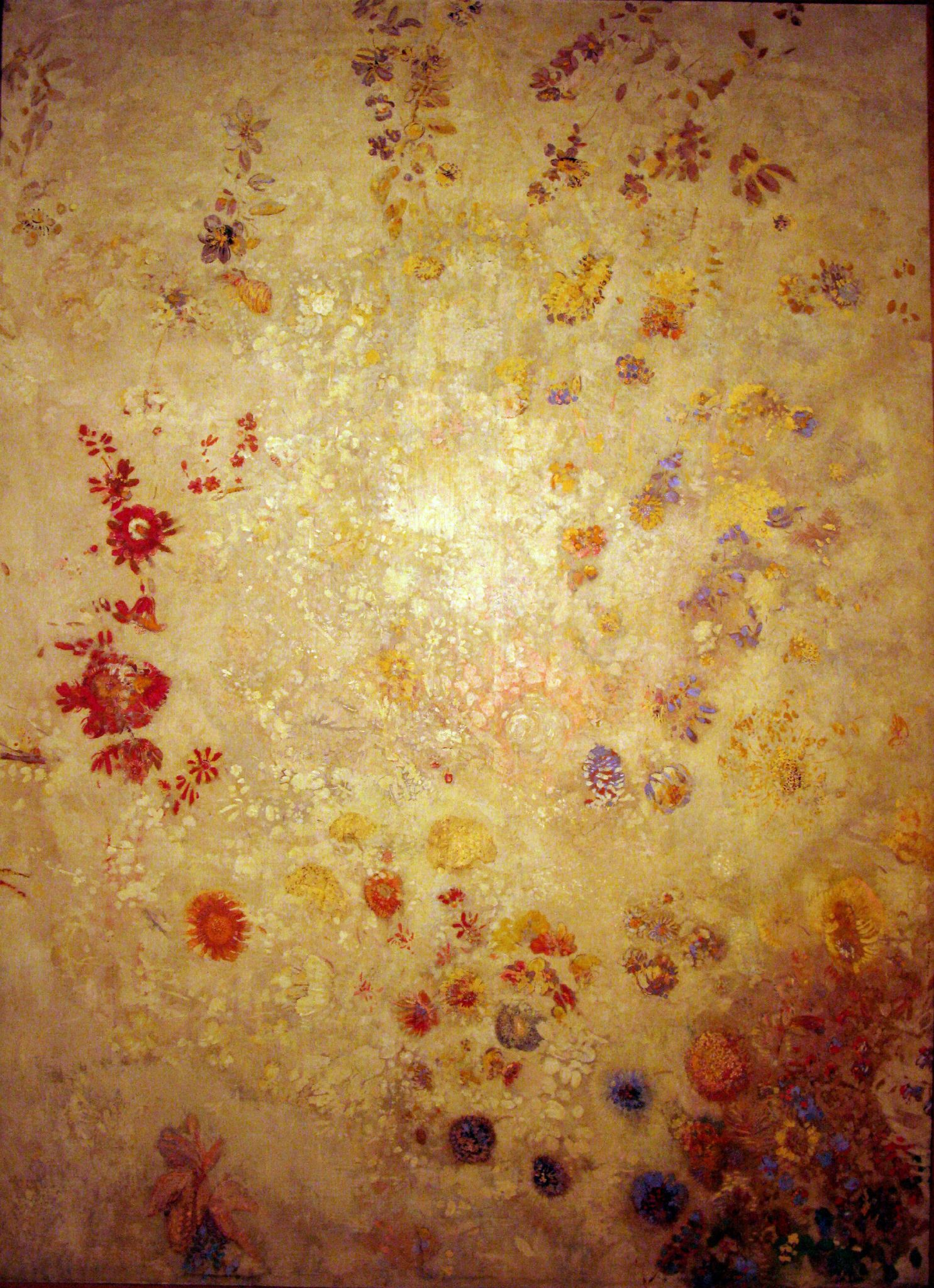
Panneau Décoratif Rijksmuseum Twenthe

## Werk in openbare collecties (selectie)
- Kröller-Müller Museum, Otterlo
- Rijksmuseum Amsterdam[1]
- Van Gogh Museum, Amsterdam
- Rijksmuseum Twenthe, Enschede
- Kunstmuseum Den Haag

- Auckland Art Gallery Toi o Tāmaki: 1167
- Art Gallery of South Australia: 3538
- Biblioteca Nacional de España: XX878613
- Bibliothèque nationale de France: cb11921356z (data)
- Catàleg d'autoritats de noms i títols de Catalunya: 981058523874906706
- CiNii: DA0037663X
- Digitale Bibliotheek voor de Nederlandse Letteren: redo002
- Gemeinsame Normdatei: 118743740
- International Standard Name Identifier: 0000 0001 0915 1620
- KulturNav: e55c76d7-f4f6-4804-8798-f08ad6956afb
- Library of Congress Control Number: n50046104
- Nationale Bibliotheek van Letland: 000204180
- Base Léonore: LH//2282/58
- MusicBrainz: 7cc5d071-c999-4026-8ee7-3b4b390f4592
- Bibliotheek van het Japanse parlement: 00453838
- National Gallery of Victoria: 1190
- Nationale Bibliotheek van Tsjechië: jn20000701481
- Nationale bibliotheek van Australië: 35445189
- Nationale Bibliotheek van Israël: 987007506112405171
- Nationale Bibliotheek van Polen: a0000002623553
- Nederlandse Thesaurus van Auteursnamen: 071051570
- RKD-Nederlands Instituut voor Kunstgeschiedenis: 65887
- Istituto Centrale per il Catalogo Unico: BVEV008186
- LIBRIS: 244382
- SNAC: w66q218p
- Système universitaire de documentation: 027092445
- Museum of New Zealand Te Papa Tongarewa: 1918
- Trove: 955299
- Union List of Artist Names: 500007292
- Virtual International Authority File: 73859058
- WorldCat: E39PBJckQTyBGtWQ8drfbYwKVC